# Sonia Fuchs
Sonia Gisela Fuchs Klein (Santiago, 14 de febrero de 1932-Pucón, 7 de febrero de 1991) fue una ejecutiva, actriz, productora y académica chilena.  

## Biografía
Nació el 14 de febrero de 1932, en Santiago. Hija de Heriberto Fuchs Habermeyer; empresario y gerente, y de Matilde Klein Wicke; obstetricia, ambos de ascendencia alemana. Fue la mayor de tres hermanos; Ingrid y Jorge Fuchs Klein. Por vía paterna, fue nieta de los alemanes Georg Fuchs Treiber y de Wilhelmine Habermeyer Walter; propietarios de la compañía Cervecera La Calera. Por vía materna, fue nieta de Emilio Klein Seeger y Matilde Wicke Köhler, propietarios de la Droguería y Botica Alemana en Santiago.
Cursó estudios de actuación en la Academia de Arte Dramático de la Pontificia Universidad Católica de Chile (PUC), donde se graduó como actriz. Posteriormente, residió en Londres para continuar su formación y se perfeccionó en producción de televisión en la British Broadcasting Corporation (BBC).

## Vida personal
Sonia Fuchs contrajo matrimonio con el arquitecto y académico, Ricardo Jordan Squella, cuya unión tuvo tres hijos; Ricardo (nacido en 1955), economista, Pablo (nacido en 1957), arquitecto y Rodrigo Jordan (nacido en 1959), ingeniero civil.

## Carrera profesional
Al regresar a Chile, con varios proyectos y una metodología en el área de la producción, su papel fue promover la experimentación, reflexión y creación en las diferentes disciplinas artísticas y las comunicaciones audiovisuales. Participó activamente en la producción de montajes de la escuela de teatro e intervino en programas de televisión. 
A comienzos de 1970, tuvo a cargo la Secretaría de la Vicerrectoría de la Escuela de Artes de la Comunicación (E.A.C). A mediados de época, lideró CENECA, el centro de estudios de profesionales que buscarían integrar diversas disciplinas de comunicación a la televisión.
En 1981 funda el área dramática de Televisión Nacional de Chile, creando y experimentando diversos géneros televisivos. Su primer logro fue las contrataciones de dos importantes directores, el chileno radicado en EE. UU., Claudio Guzmán, director de Mi bella genio y La novicia voladora, y el director brasileño, Herval Rossano, director de La esclava Isaura (Rede Globo). Luego contrató a Sergio Zapata, uno de los escenógrafos más conocidos del medio teatral chileno, y a Marco Correa, diseñador de renombre que había triunfado no sólo en Chile sino también en España, para que se encargara de la vestimenta de todos los personajes de las ficciones a su cargo.  
En 1984, Füchs reestructuró el departamento de ficción del canal estatal y contrató a los jóvenes directores Ricardo Vicuña y Vicente Sabatini –exalumnos universitarios–. Bajo su gestión como directora ejecutiva del área, se adaptaron guiones de exitosas telenovelas brasileñas y también contrataría asesoría del guionista brasileño Lauro César Muniz para dirigir seminarios de capacitación en la señal estatal. Paralelamente el destacado dramaturgo Alfonso Calderón, bajo el seudónimo de «Franco del Solano» –creado por la propia Füchs– colaboró en la asesoría de los guiones.  
Durante su cargo como jefa del área dramática, la dictadura militar encabezada por Augusto Pinochet censuró, vetó y supervisó estrictamente sus telenovelas (actores, guiones y escenografías). Las complicaciones de Vicuña y de Fuchs para conformar los repartos de las teleseries no se restringían a las exigencias de los guiones: cada casting debía ser enviado a la Secretaría General de Gobierno, que devolvía la propuesta, previo visado de la CNI, con vistos buenos y cruces sobre los nombres de los actores.[cita requerida]
A partir de la miniserie biográfica y religiosa Teresa de los Andes (1989), formó una innovadora alianza junto a Vicente Sabatini que removió la industria audiovisual. Su última gran gestión, fue la adquisición de consagrados rostros del área dramática de Canal 13, en el caso de la aclamada Yael Ünger, el retorno de Luis Alarcón y Bastián Bodenhöfer y, el debut de Claudia Di Girolamo en el canal estatal.

## Muerte
Sonia Füchs falleció junto a su marido en un accidente aéreo el 7 de febrero de 1991 en Lago Espejo, Región de la Araucanía, tras el fin de las grabaciones de la telenovela Volver a empezar de TVN. 
Su muerte ocurrió en medio del XXXII Festival Internacional de la Canción de Viña del Mar, y la tercera jornada Antonio Vodanovic la inició así: "La vida está hecha de dualidades, y así como este es un festival de alegrías, hoy hay que ocultar una gran tristeza". Con esas sentidas palabras, un emocionado animador iniciaba la transmisión televisiva de la tercera jornada del Festival de Viña de ese año, una noche enlutada por dicho accidente aéreo.

## Legado póstumo
Su formativa y rigurosa personalidad hizo una gran influencia para los exitosos directores y productores de televisión; Vicente Sabatini, Ricardo Vicuña, Cecilia Stoltze y María Eugenia Rencoret. Con su ausencia y el fracaso de Volver a empezar, el área dramática se dividió en dos semestres; el primero sería dirigido por Sabatini y el segundo por Rencoret. Tras esto, se realizarían grandes telenovelas derrotando al invencible Área dramática de Canal 13. 
El Estudio n°1 de Chilefilms, fue bautizado con su nombre en su honor.

## Televisión
- 1991: Volver a empezar (dir.: Vicente Sabatini)
- 1990: Mis mejores historias de amor (dir.: Vicente Sabatini)
- 1990: El milagro de vivir (dir.: Vicente Sabatini)
- 1989: Teresa de Los Andes (dir.: Vicente Sabatini)
- 1989: A la sombra del ángel (dir.: René Schneider)
- 1988: Las dos caras del amor (dir.: Vicente Sabatini)
- 1988: Bellas y audaces (dir.: Ricardo Vicuña)
- 1987: Mi nombre es Lara (dir.: Ricardo Vicuña)
- 1987: La Quintrala (dir.: Vicente Sabatini)
- 1986: La Villa (dir.: Ricardo Vicuña)
- 1985: Morir de amor (dir.: Vicente Sabatini y Ricardo Vicuña)
- 1985: Marta a las ocho (dir.: Vicente Sabatini)
- 1984: La dama del balcón (dir.: Ricardo Vicuña)
- 1984: La Torre 10 (dir.: Vicente Sabatini)
- 1983: La Represa (dir.: Ricardo Vicuña)
- 1983: El juego de la vida (dir.: Herval Rossano)
- 1982: La gran mentira (dir. Herval Rossano)
- 1982: De cara al mañana (dir.: Eduardo Ravani)
- 1981: Villa Los Aromos (dir.: Claudio Guzmán)

- 1977: Moscas sobre el mármol
- 1977: Ánimas de día claro
- 1977: Parejas de trapo
- 1976: La princesa Panchita
- 1976: El Huinco
- 1976: Fuerte Bulnes
- 1975:  La jaula en el árbol
- 1975: Manuel Rodríguez
- 1975: La pérgola de las flores (dir.: Hugo Miller)
- 1972: La sal del desierto (dir.: Hugo Miller)

## Cine
- 1975 - Autogestión, testimonios de la dignidad

## Teatro
- Lo crudo, lo cocido y lo podrido
- Bienaventurados los pobres
- Hojas de parra
- Espejismo
- Arauco domado
- El burlador de Sevilla, 1976 (producción)
- Hamlet, 1979 (producción)
- Las preciosas ridículas, 1980 (producción)
- Casa de muñecas, 1980 (producción)
- María Stuardo, 1981 (producción y coordinación)
- El gran teatro del mundo, 1981 (producción)
- El rey se muere, 1981 (producción)
- Antonio, No sé, Isidro, Domingo, 1984 (producción)
- Las Tres Hermanas, 1987 (producción)
- Oscuro vuelo compartido, 1988 (producción)
- La vida es sueño, 1988 (producción)